# Albert Talhoff
Albert Talhoff, eigentlich Ludwig Albert Meyer (* 31. Juli 1888 in Solothurn; † 10. Mai 1956 in Luzern), war ein Schweizer Schriftsteller und Regisseur.
Talhoffs dramatisches Hauptwerk Totenmal hatte 1930 in München Premiere. Die dramatisch-chorische Vision für Wort, Tanz, Licht behandelte in spätexpressionistischer Auffassung und mit Sprech- und Bewegungschören das Thema des Todes durch den Ersten Weltkrieg. Die Choreographie schuf Mary Wigman, die sich als solistische Tänzerin mit Vera Skoronel abwechselte. Die Rolle des (Kriegs-)Dämons tanzte Alexander Kamaroff. Die holzgeschnitzten Masken, die im Gegensatz zu den in einem Münchner Theaterfundus im Zweiten Weltkrieg verbrannten Kostümen heute noch (in drei öffentlichen Sammlungen in der Schweiz und in Deutschland) existieren, fertigte Bruno Goldschmitt.
1930 beteiligte er sich an einem Treffen der Oxford-Gruppe im Hause von Fritz Andreae, um bei der Weltausstellung in Chicago auch eine Weltreligionskonferenz vorzubereiten.
Verheiratet war Albert Talhoff in erster Ehe mit Viktoria, der Tochter des Grafen von Alvensleben auf Neugattersleben, die gegen den Willen des Vaters Talhoff geheiratet hatte und daher ihr Elternhaus nicht mehr betreten durfte. 
Es gibt eine Porträtbüste Talhoffs von Renée Sintenis (Entwurf um 1930, Terrakotta, Höhe 31 cm), die sich seit 2005 in der Sammlung des Georg Kolbe Museums befindet.

## Werke
- Totenmal. Dramatisch-chorische Vision für Wort, Tanz, Licht. Deutsche Verlags-Anstalt, Stuttgart 1930.